# Australian Sevens
Die Australian Sevens sind ein Turnier im Rahmen der World Rugby Sevens Series, einer Reihe von Wettbewerben im 7er-Rugby. Es findet zurzeit im Sydney Football Stadium statt, davor fand es im Robina Stadium (Gold Coast), im Adelaide Oval und im Ballymore Stadium (Brisbane) statt.

## Geschichte
Die erste Ausgabe der Australian Sevens waren im Jahr 2000 die Brisbane Sevens als Teil der Saison 1999/2000. Seitdem fand bis 2003 jedes Jahr ein Turnier der World Series in Brisbane statt, abgesehen von 2001, als das IRB die Brisbane Sevens als Reaktion auf australische Sportsanktionen gegen Fidschi absagte. Nach 2003 gab es für die nächsten drei Jahre kein 7er-Turnier mehr in Australien.
Für die Saison 2006/07 sicherte sich Adelaide die Austragungsrechte für ein 7er-Turnier. Die Adelaide Sevens ersetzten die Singapore Sevens und sollten die nächsten fünf Jahre Teil der World Series sein.
Im April 2011 verkündete die Australian Rugby Union, dass mindestens für die vier nächsten Saisons die Turniere im Robina Stadium in Gold Coast stattfinden würden. Die Zuschauerzahlen waren allerdings in den letzten beiden Saisons sehr viel geringer als erwartet, so dass man beschloss, das Turnier die nächsten vier Saisons im Sydney Football Stadium auszutragen.

## Ergebnisse
| 2000 | Brisbane   | Fidschi                | 24 : 21 | Australien         | Argentinien | Tonga              | Nicht ausgetragen  |
| 2001 | Brisbane   | Durch das IRB abgesagt |         |                    |             |                    |                    |
| 2002 | Brisbane   | Australien             | 28 : 0  | Neuseeland         | Fidschi     | Cookinseln         | Kanada             |
| 2003 | Brisbane   | England                | 28 : 14 | Fidschi            | Australien  | Tonga              | Cookinseln         |
| 2007 | Adelaide   | Fidschi                | 21 : 7  | Samoa              | Australien  | Wales              | Kanada             |
| 2008 | Adelaide   | Südafrika              | 15 : 7  | Neuseeland         | Tonga       | Argentinien        | Wales              |
| 2009 | Adelaide   | Südafrika              | 26 : 7  | Kenia              | England     | Samoa              | Vereinigte Staaten |
| 2010 | Adelaide   | Samoa                  | 38 : 10 | Vereinigte Staaten | Neuseeland  | England            | Japan              |
| 2011 | Adelaide   | Neuseeland             | 28 : 20 | Südafrika          | Wales       | Vereinigte Staaten | Japan              |
| 2011 | Gold Coast | Fidschi                | 26 : 12 | Neuseeland         | Wales       | Argentinien        | Papua-Neuguinea    |
| 2012 | Gold Coast | Fidschi                | 32 : 14 | Neuseeland         | Argentinien | Spanien            | Schottland         |
| 2013 | Gold Coast | Neuseeland             | 40 : 19 | Australien         | Fidschi     | Frankreich         | Vereinigte Staaten |
| 2014 | Gold Coast | Fidschi                | 31 : 24 | Samoa              | Neuseeland  | Frankreich         | Kanada             |
| 2016 | Sydney     | Neuseeland             | 27 : 24 | Australien         | Argentinien | Kanada             | Wales              |
| 2017 | Sydney     | Südafrika              | 29 : 14 | England            | Fidschi     | Russland           | Kanada             |